# Monument comemorativ de război (Dișcova)
Monumentul comemorativ de război este un monument amplasat în Dișcova, raionul Orhei, Republica Moldova. Este un monument istoric de importanță națională inclus în Registrul monumentelor Republicii Moldova ocrotite de stat cu nr. 1101 (raionul Orhei).